# 大江時棟
大江 時棟（おおえ の ときむね、生没年不詳）は、平安時代中期の貴族、文人。式部大輔・大江匡衡の養子。官位は正五位下・河内守。

## 経歴
文章生を経て大学允に任官。長徳3年（997年）、省試に一旦及第が決定するも、紀斉名が漢詩に対して瑕疵ありとして落第させた。これにより、時棟の養父であった大江匡衡と紀斉名の間に省試論争が起った。
一条朝中期の寛弘元年（1004年）権少外記に任ぜられると、寛弘2年（1005年）外記、寛弘4年（1007年）大外記と外記局で昇任し、寛弘5年（1008年）巡爵により従五位下・讃岐介に叙任され、地方官に転じた。
寛弘9年（1012年）に安房守となった。
寛仁4年（1020年）出羽守となり、翌年赴任した。寛仁4年正月28日、除目で筥文を取る際、文室清忠の冠に時棟の笏が当たり清忠の冠が落ちてしまうということがあった。万寿元年（1024年）、藤原頼通、藤原教通、藤原実資らに馬や胡簶・矢漆を献上した。「任終の年」には、頼通の屋敷におり、「上下奇しむ所」であったという。
その後、大学頭を務め、長元4年（1031年）その能治に依り正五位下に至る。後冷泉朝の永承3年（1048年）ごろ河内守を務めた。

## 官歴
注記のないものは『外記補任』による。
- 時期不詳：文章生。大学允
- 長徳3年（997年）7月17日：省試[1]
- 寛弘元年（1004年） 11月7日：権少外記[8]
- 寛弘2年（1005年） 正月：外記
- 寛弘4年（1007年） 正月：大外記
- 寛弘5年（1008年） 正月：従五位下、讃岐介
- 寛弘9年（1012年） 正月27日：安房守[9]
- 長和4年（1015年） 日付不詳：去安房守?[10]。
- 寛仁2年（1018年）3月19日：見前安房守[11]
- 寛仁4年（1020年） 正月15日：見従五位上[10]。9月19日：出羽守[2]
- 長元3年（1030年）5月15日：見前出羽守[11]
- 長元4年（1031年） 11月16日：正五位下。見大学頭[7]
- 永承3年（1048年） 12月10日：見河内守[12]

## 系譜
「大江氏系図」（『続群書類従』巻第176所収）による。
- 養父：大江匡衡
- 生母不詳の子女
  - 男子：大江経成
  - 男子：大江安成
  - 男子：大江成家